# Martha (pombo-passageiro)

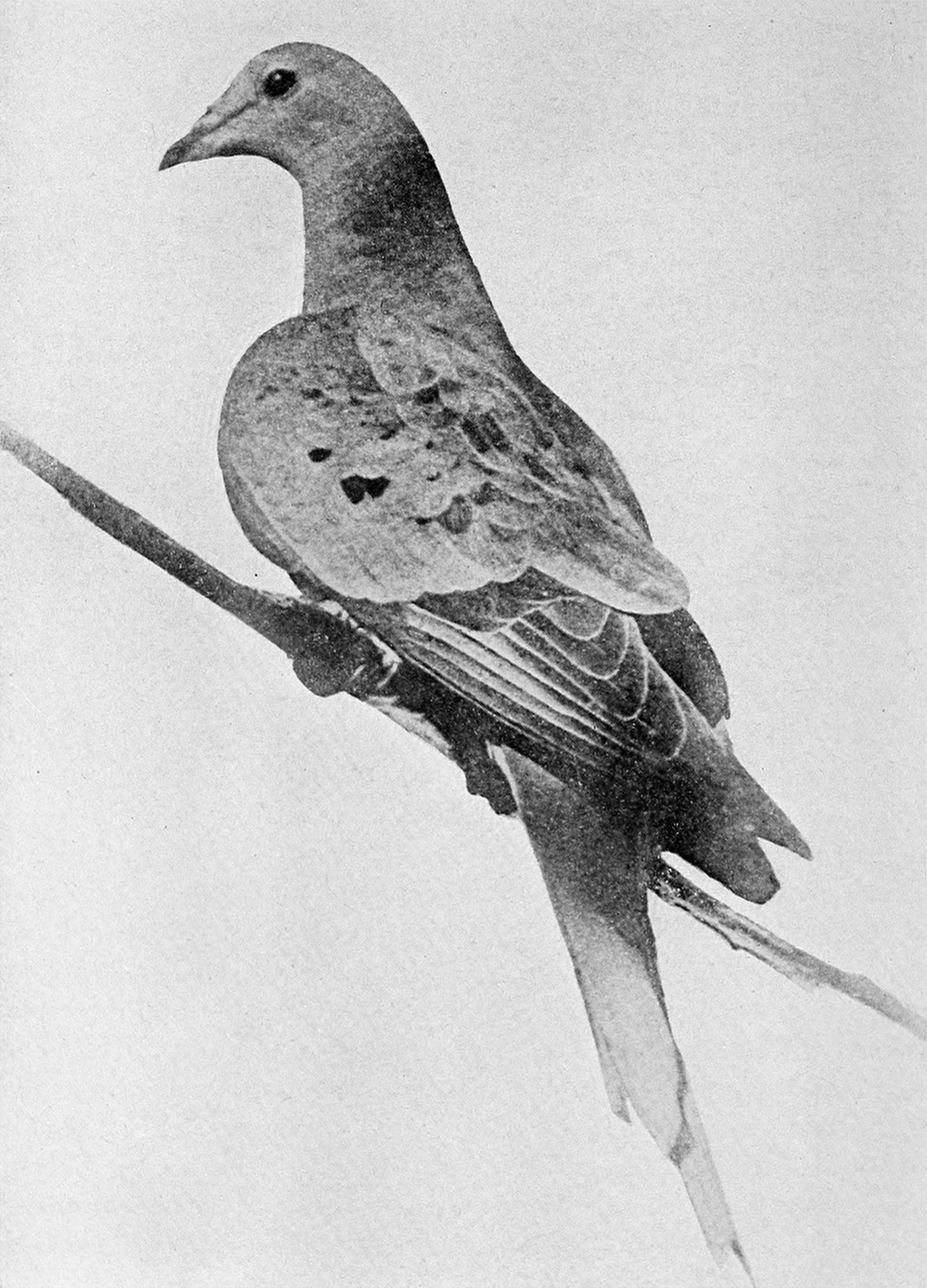
Martha, o último pombo-passageiro

Martha (Zoológico de Cincinnati, 1885 — 1 de setembro de 1914) foi o último pombo-passageiro conhecido, e foi chamada de "Martha" em homenagem a Martha Washington.
Em 1857 foi feita uma tentativa de colocar os pombos passageiros de Ohio sob proteção legal. O Senado estadual, porém, alegou que o pombo-passageiro não estava ameaçado de extinção. Sendo assim, o pombo-passageiro foi caçado até 1914.
Martha nasceu no Zoológico de Cincinnati, em 1885, e viveu entre outros pássaros. Em 1908, Martha e dois machos (da mesma espécie) foram considerados os últimos animais de sua espécie. Um dos machos morreu em 1909, seguido pelo outro, que morreu em 1910. Martha morreu em 1 de setembro de 1914.
Martha morreu aos 29 anos de idade, quando foi congelada e enviada para o Instituto Smithsoniano, onde foi empalhada e exposta. A partir da década de 1920 até início dos anos 1950, ela foi exibida no Salão Bird. Ela participou como integrante dos pássaros da exposição Mundial de 1956 a 1999. Durante esse tempo ela deixou o Smithsonian duas vezes, em 1966 para ser apresentada na Conferência de San Diego, e em 1974 para o quando foi para o Zoológico de Cincinnati. Desde então, Martha não está mais em exibição pública no Smithsonian.

## A espécie
Em seu auge foi possivelmente a ave mais abundante do planeta, com uma população estimada em 3 a 5 bilhões de indivíduos. Seus bandos escureciam os céus durante as migrações. O naturalista John James Audubon relatou que um bando, de tão vasto, levou mais de três dias para passar sobre Louisville, voando a uma velocidade média de 60 km/h. Outro bando, avistado sobre Ontario, tinha uma extensão calculada em quase 500 km. Foi extinta pela caça descontrolada e pela degradação do seu habitat. O último bando em liberdade, com cerca de 250 mil aves, foi exterminado em um único dia de caçada em 1896, com poucos sobreviventes. Até a data de seu desaparecimento se julgava ser impossível extinguí-las, pois era enorme o tamanho de sua população, sendo este caso um exemplo dramático da influência destrutiva do homem sobre o meio ambiente.